# Jeugdharmonie "Burleske" Gullegem-Lendelede
De Jeugdharmonie "Burleske" Gullegem-Lendelede is een jeugdharmonieorkest uit Gullegem, nu deelgemeente van Wevelgem, dat opgericht werd in 1966.

## Geschiedenis
Tijdens het Ceciliafeest van de Koninklijke Harmonie "Kunst en Eendracht", Lendelede werd door een kleine groep jonge muzikanten een intermezzo uitgevoerd. Dit werd ter gelegenheid van het patroonsfeest van de Koninklijke harmonie "St. Cecilia", Gullegem herhaald. Dat was de geboorte van een jeugdensemble waarmee de dirigent José Deryckere het voortbestaan van beide gemeentelijke muziekverenigingen wilde verzekeren. Een jaar later werd met dit ensemble een optreden in Gullegem verzorgd. 
Al spoedig groeide het "Jeugdorkest Gullegem-Lendelede". Het orkest ging graag naar Europese muziekwedstrijden en verbroederde zich met een jeugdorkest uit Zweden. In 1979 werd de naam veranderd in Jeugdharmonie "Burleske" Gullegem-Lendelede. 
Toen zij winnaar en laureaat werd op verschillende nationale en internationale concoursen kreeg de jeugdharmonie aanzien. Er werden langspeelplaten en cassettebandjes opgenomen. Lang vóór het bestaan van de titel werd Jeugdharmonie "Burleske" Gullegem-Lendelede door de buitenlandse pers een Cultureel Vlaams Ambassadeur genoemd.
In 1985 werd er een eigen repetitielokaal gebouwd, de Zaal Burleske. 
In haar bestaan heeft de jeugdharmonie met bekende solisten en virtuozen samengewerkt, zoals Theo Mertens, André Van Driessche, Rudy Haemers, Herbert Spencer en Livine Deryckere. Het heeft ook wereldpremières en creaties van werken voor harmonieorkest uitgevoerd. Navolgende componisten schreven voor het jeugdorkest speciale werken: Norbert Goddaer: Pentatonic Jingle for Wind Band (1994), Neal D. Finn: Mambo para José (1994) en Gyuri Spies: Fiesta (1995). Door Franky Deleersnyder (1996) en André Waignein (Rhapsodic Overture, 1997) werden speciaal voor de jeugdharmonie "Burleske" composities bewerkt. 
De jeugdharmonie had ook de eer in aanwezigheid en onder belangstelling van wijlen Koning Boudewijn I van België te concerteren. 
Het orkest heeft vele concertreizen ondernomen bijvoorbeeld naar Nederland, Duitsland, Oostenrijk, Zweden, Finland, Bosnië-Herzegovina, Bulgarije, Verenigd Koninkrijk, Wit-Rusland, Rusland, Michigan, Californië en Australië.
Van begin aan staat het orkest met tegenwoordig meer dan honderd muzikaal geschoolde jongeren onder leiding van José Deryckere.

## Dirigenten
- 1966-heden José Deryckere